# Pelleport metróállomás
A Pelleport egy metróállomás Franciaországban, Párizsban a párizsi metró 3bis metróvonalán. Tulajdonosa és üzemeltetője a RATP.

## Metróvonalak
Az állomást az alábbi metróvonalak érintik:
- 3bis metróvonal

## Kapcsolódó állomások
A metróállomáshoz az alábbi állomások vannak a legközelebb:
- Gambetta (Gambetta, 3bis metróvonal)
- Saint-Fargeau (Porte des Lilas, 3bis metróvonal)